# Natal Field Force
Die Natal Field Force (NFF) war ein ursprünglich für den Ersten Burenkrieg gebildeter militärischer Verband der Streitkräfte des Britischen Weltreichs in Divisionsstärke, benannt nach der Kolonie Natal im südlichen Afrika. Im Zweiten Burenkrieg wurde die Field Force erneut aufgestellt und umfasste in diesem Konflikt mehrere Divisionen.

## Erster Burenkrieg
Der Erste Burenkrieg begann im Dezember 1880 mit Überfällen burischer Commandos auf britische Truppen im Transvaal und der Belagerung ihrer Garnisonen. Als Reaktion stellte der Gouverneur Natals, Sir George Pomeroy Colley, die erste Natal Field Force auf, mit der er den bedrängten Briten im Transvaal Entlastung bringen sollte. Der Verband nahm an den Gefechten von Laing’s Nek, Schuinshoogte und Majuba Hill teil.
Die Field Force bestand ursprünglich aus:
- fünf Kompanien des 58th Regiment of Foot
- fünf Kompanien des 3rd Battalion, 60th Rifles
- rund 150 Kavalleristen
- einer Abteilung von Marinesoldaten der Royal Navy
- vier Geschützen der Royal Artillery

Nach dem Gefecht bei Schuinshoogte wurde die Field Force durch 6 Kompanien der 92nd (Gordon) Highlanders und zwei Eskadronen der 15th (The King’s) Hussars verstärkt.

## Zweiter Burenkrieg

### Anfängliche Kampfhandlungen bis zur Belegerung von Ladysmith
Nach dem Ausbruch des Zweiten Burenkriegs am 12. Oktober 1899 wurde erneut eine Natal Field Force aufgestellt, diesmal unter George Stuart White. Zuvor hatte jener den Befehl in Natal von Penn Symons übernommen, der am 20. Oktober 1899 bei Talana Hill tödlich verwundet worden war. Diesmal waren es die britischen Garnisonen in Natal selbst, die von burischen Angriffen bedroht waren. Symons hatte seine Truppen überwiegend in zwei bedrohten Orten konzentriert, Ladysmith und Dundee:
- Garnison Ladysmith
  - 1st Battalion Devonshire Regiment
  - 1st Battalion Liverpool Regiment und eine Kompanie berittener Infanterie
  - eine Abteilung der 19th Hussars
  - 5th (Royal Irish) Lancers
  - eine Brigade der Royal Artillery
  - 10th Mountain Battery, Royal Garrison Artillery
  - 23rd Company, Royal Engineers
  - 26th British field hospital
  - Eingeborenenverbände
- Garnison Dundee
  - 1st Battalion Leicestershire Regiment und eine Kompanie berittener Infanterie
  - 1st Battalion King’s Royal Rifle Corps und eine Kompanie berittener Infanterie
  - 2nd Battalion Royal Irish Fusiliers und eine Kompanie berittener Infanterie
  - 18th Hussars
  - eine Brigade der Royal Artillery

Hinzu kamen:
- Garnison Pietermaritzburg
  - 1st Battalion Manchester Regiment
  - 2nd Battalion King’s Royal Rifle Corps
- Garnison Estcourt
  - Natal Naval Volunteers
  - Natal Royal Rifles
- Garnison Colenso
  - Durban Light Infantry

Nach den verlorenen Schlachten von Talana Hill und Elandslaagte konzentrierte sich White auf die Verteidigung von Ladysmith, das ab dem 2. November 1899 belagert wurde.

### Verstärkungen aus dem Mutterland
Zur Verstärkung der britischen Truppen in Südafrika war im Oktober 1899 das I Army Corps aus dem Mutterland dorthin entsandt worden. Es umfasste die 1st, 2nd und 3rd Division. Wenig später wurden weitere drei Divisionen (4th, 5th und 6th) im Mutterland mobilisiert und in Marsch gesetzt. Aus diesen Truppen, von denen andere Teile selbständig unter anderem gegen Kimberley operierten, wurde nach den Ereignissen, die zur Einschließung von Ladysmith geführt hatten, eine neue Natal Field Force unter Redvers Buller gebildet. Diese bestand anfangs aus:
- Clerys Division (Teile der 2nd und 3rd Division[Anm. 1]) – Francis Clery
  - 2nd Infantry Brigade – Henry Hildyard
    - 2nd Battalion, Devonshire Regiment
    - 2nd Battalion, West Surrey Regiment
    - 2nd Battalion, West Yorkshire Regiment
    - 2nd Battalion, East Surrey Regiment

  - 4th Infantry Brigade – Neville Lyttelton
    - 2nd Battalion, Cameronians (Scottish Rifles)
    - 3rd Battalion, King’s Royal Rifle Corps
    - 1st Battalion, Durham Light Infantry
    - 1st Battalion, Rifle Brigade

  - 5th Infantry Brigade – Arthur Fitzroy Hart
    - 1st Battalion, Royal Inniskilling Fusiliers
    - 1st Battalion, Connaught Rangers
    - 2nd Battalion, Royal Dublin Fusiliers
    - 1st Battalion, Border Regiment

  - 6th Infantry Brigade – Geoffrey Barton
    - 2nd Battalion, Royal Fusiliers
    - 2nd Battalion, Royal Scots Fusiliers
    - 1st Battalion, Royal Welch Fusiliers
    - 2nd Battalion, Royal Irish Fusiliers
- Cavalry Division – Douglas Cochrane, 12. Earl of Dundonald
  - 1st The Royal Dragoons
  - 13th Hussars
  - 14th Hussars[Anm. 2]
  - Bethune’s Mounted Infantry
  - Thorneycroft’s Mounted Infantry (vier Kompanien)
  - South African Light Horse (vier Eskadronen)
  - The Composite Mounted Irregulars
    - 5th Squadron, Natal Carbineers
    - Imperial Light Horse
    - eine Abteilung der Natal Police
    - eine Kompanie berittener Infanterie
- Artillerie-Division
  - 1st Brigade, Royal Artillery
    - 7th Field Battery
    - 14th Field Battery
    - 66th Field Battery
    - eine Batterie Zwölfpfünder-Geschütze (zehn Stück von der Terrible)

  - 2nd Brigade, Royal Artillery
    - 63rd Field Battery
    - 64th Field Battery

  - Naval Artillery Brigade
    - eine schwere Batterie mit zwei 4.7-inch-Geschützen
    - eine Halbbatterie mit zwei Zwölfpfünder-Geschützen von HMS Tartar

  - verschiedene kleinere Einheiten[Anm. 3]
    - eine Gebirgs-Batterie
    - eine Batterie, Royal Horse Artillery
    - zwei Festungsgeschütze
- Warrens (5th) Division[Anm. 4] – Charles Warren
  - 10th Infantry Brigade
    - Imperial Light Infantry
    - 2nd Battalion, Dorset Regiment
    - 2nd Battalion, Middlesex Regiment
    - 2nd Battalion, Somerset Light Infantry
    - (weitere Teile verblieben in der Kapkolonie)

  - 11th Infantry Brigade – Edward Woodgate
    - 2nd Battalion, Kings Own Royal Lancasters
    - 2nd Battalion, Lancashire Fusiliers
    - 1st Battalion, South Lancashire Regiment
    - 1st Battalion, York and Lancaster Regiment
- Royal Engineers
  - 17th Field Company
  - A Pontoon Troop

In der „Schwarzen Woche“ (englisch Black Week) vom 10. bis 17. Dezember 1899 verlor die Natal Field Force die Schlacht von Colenso, Ende Januar ging auch die Schlacht von Spion Kop verloren. Mitte bis Ende Februar 1900 gelang es mit dem Sieg von Tugela Heights, die Buren vom Grenzfluss Tugela zurückzudrängen und die NFF konnte am 1. März in Ladysmith einziehen.